# کروشفیتسا
کروشفیتسا (به لاتین: Kruszwica، تلفظ: [kruʂˈfʲit͡sa]) یک شهرک در لهستان است که در شهرستان اینوروتسواف واقع شده‌است.

## خصوصیات
کروشفیتسا ۶٫۶۴ کیلومترمربع مساحت و ۹٬۳۷۳ نفر جمعیت دارد.